# Energy manager
L'energy manager è una figura professionale – in Italia collegata a un obbligo di legge per i grandi consumatori – che vede tra i propri compiti principali l'analisi, il monitoraggio e l'ottimizzazione dell'uso dell'energia delle imprese e degli enti, pubblici o privati, consentendo così di conseguire benefici economici, energetici, ambientali e legati alla produzione di beni e servizi. Negli ultimi anni il ruolo dell'energy manager è cresciuto, andandosi a integrare con l'acquisto di combustibili e vettori energetici (elettricità, gas naturale, etc.), l'adozione della metodologia LCCA (life cycle cost analysis) per l'acquisto di prodotti e servizi, la gestione di contratti a prestazioni garantite (EPC), l'integrazione della gestione delle risorse con il core business dell'impresa o dell'ente, la definizione e gestione di campagne informative e di sensibilizzazione rivolte al personale. L'energy manager assume inoltre un ruolo chiave nel sistema di gestione dell'energia, per le organizzazioni certificate ISO 50001.

## Descrizione
La figura dell'energy manager nasce negli USA ai tempi della prima crisi petrolifera del 1973. In Italia è stata istituzionalizzata già dalla legge 308/1982, ma è con la legge 9 gennaio 1991 n. 10 (art. 19) che l'energy manager trova un nuovo e più forte impulso. Viene infatti introdotto il Responsabile per la conservazione e l'uso razionale dell'energia (più comunemente appellato energy manager), obbligatorio per le realtà industriali caratterizzate da consumi superiori ai 10.000 tep/anno e per le realtà del settore civile, terziario e trasporti che presentino una soglia di consumo superiore a 1.000 tep/anno.
Si tratta di un profilo di alto livello, con competenze manageriali, tecniche, economico-finanziarie, legislative e di comunicazione che supporta i decisori aziendali nelle politiche e nelle azioni collegate all'energia. La figura dell'energy manager è fondamentale per supportare le imprese nell'attuare politiche di riduzione dei consumi energetici – e dunque dei costi – e nel tenere conto in modo efficiente dell'energia in tutte le fasi della produzione o della gestione degli edifici.
Relativamente ai compiti affidati dalla legge all'energy manager, questo è quanto prescrive l'art. 19 della legge 10/1991 al comma 3: "I responsabili per la conservazione e l'uso razionale dell'energia individuano le azioni, gli interventi, le procedure e quanto altro necessario per promuovere l'uso razionale dell'energia, assicurano la predisposizione di bilanci energetici In funzione anche dei parametri economici e degli usi energetici finali, predispongono i dati energetici di cui al comma 2 [ossia i dati comunicati all'atto della nomina]".
La nomina di legge è annuale e va inviata entro il 30 aprile alla FIRE – Federazione italiana per l'uso razionale dell'energia – che gestisce istituzionalmente le nomine degli energy manager ai sensi della legge 10/1991 e pubblica annualmente l'elenco degli energy manager nominati. Nel 2014 sono state 1.532 le nomine di energy manager da parte di soggetti obbligati e 656 quelle da parte di soggetti non obbligati. La mancata nomina, oltre ad essere sanzionabile, impedisce l'accesso diretto allo schema dei certificati bianchi, ai sensi del D.M. 28 dicembre 2012.
Gli energy manager nominati possono essere dipendenti (opzioni di gran lunga più comune per le grandi imprese) o consulenti esterni (opzione più comune per soggetti di media e piccola dimensione, dove è più difficile trovare in organico persone con le competenze richieste). Nel primo caso è preferibile che venga nominato un dirigente. Da questo punto di vista, la possibilità di incidere efficacemente sulle scelte aziendali può essere preferibile nelle grandi realtà alle competenze tecniche (che comunque saranno in possesso di altre persone all'interno dell'organizzazione). Al diminuire della dimensione aziendale l'energy manager tende invece a configurarsi di più come un esperto in gestione dell'energia (EGE), certificabile in accordo alla norma UNI CEI 11339. Negli Enti locali è opportuno che la funzione di energy manager sia riconosciuta attraverso un'apposita delibera di giunta, al fine di garantire un ruolo più trasversale e una maggiore capacità di operare in collaborazione con i diversi assessorati. È comunque possibile procedere con una nomina direttoriale, nel qual caso la funzione risulta generalmente più limitata.
La presenza di nomine da parte di soggetti non obbligati testimonia che l'energy manager è un ruolo che ha senso anche al di fuori del contesto delineato dalla legge 10/1991. In particolare l'energy manager, nominato o meno, può rivelarsi utile in tutte le imprese e gli enti che presentino un elevato impatto del costo dell'energia sui costi di produzione di beni e servizi. Nel contesto produttivo italiano, caratterizzato prevalentemente da piccole e medie imprese, c'è spazio per consulenti – oltreché per altri operatori, come le ESCO – che supportino le imprese nel razionalizzare i propri consumi attraverso interventi di eliminazione degli sprechi energetici e di utilizzo di tecnologie più performanti, che consentano alle imprese di risparmiare energia e denaro nel tempo. Sono numerosi i progetti presentabili con indicatori economici (VAN, tempo di ritorno dell'investimento, TIR) congruenti con le scelte di investimento tipiche.

### Energy manager ed esperto in gestione dell'energia
Una domanda in aumento, con la crescita del numero di EGE certificati, è relativa alla differenza fra questa figura e l'energy manager. Conviene precisare che l'energy manager è un ruolo, mentre l'EGE è una qualifica rilasciata a un esperto in energy management. L'EGE è stato introdotto per fornire al mercato dei servizi energetici un percorso di certificazione di parte terza che consenta di offrire garanzie in merito alle competenze e all'esperienza degli esperti in gestione dell'energia.
Ciò premesso, la figura dell'energy manager e quella dell'esperto in gestione dell'energia possono coincidere, come descritto di seguito (1), ma può verificarsi anche il caso in cui un energy manager non sia un EGE (2) e il caso in cui un EGE non sia energy manager (3).
1) Un energy manager può essere al contempo un EGE. È una condizione auspicabile in diversi casi, in quanto in generale un energy manager dovrebbe avere requisiti tali da soddisfare quanto richiesto dalla norma UNI CEI 11339, indipendentemente dal fatto che intenda certificarsi o meno. Ci sono comunque delle situazioni, specie nelle grandi organizzazioni, in cui l'energy manager è bene che sia un manager di alto livello per poter così incidere in modo efficace sulle scelte aziendali. In tali casi le caratteristiche dell'EGE è più probabile che le abbiano i collaboratori.
2) Un energy manager può non essere un EGE. Ai fini dell'adempimento all'art. 19 della Legge 10/91 non sono previsti obblighi su corsi da seguire, esami da sostenere, certificazioni da ottenere. Un energy manager può essere nominato a prescindere dal fatto che abbia o meno le caratteristiche previste dal D.Lgs. 115/08 e dalla norma UNI CEI 11339.
Dal luglio 2016 i soggetti con energy manager nominato che vorranno accedere al meccanismo dei certificati bianchi, o continuare a beneficiarne se già attivi, dovranno far sì che l'energy manager nominato sia un soggetto certificato da parte terza ai sensi della norma UNI CEI 11339, come previsto dall'art. 12 del D.Lgs. 102/14. Inoltre un energy manager di una grande impresa o di un'impresa energivora che sia al contempo EGE (obbligatoriamente certificato dal luglio 2016) avrà la possibilità di condurre direttamente le diagnosi previste dall'art. 8 del D.Lgs. 102/14.
3) Un EGE può non essere un energy manager, in quanto l'aderenza ai requisiti previsti dallo schema di certificazione e accreditamento per la conformità alla norma UNI CEI 11339 può essere rispettata anche al di fuori della nomina dell'energy manager. È ad esempio il caso di un libero professionista che abbia condotto studi di fattibilità e diagnosi e seguito direttamente richieste di incentivi per interventi connessi all'uso razionale dell'energia, o quello ad esempio di un tecnico esperto di efficientamento e manutenzione in un particolare settore (civile o industriale) che abbia seguito direttamente la realizzazione di interventi di efficientamento energetico e fonti rinnovabili e proceduto alla manutenzione ottimale degli stessi.

### Ruolo dell'energy manager
L'energy manager, come suggerisce il termine, è la figura che ha il compito di gestire ciò che riguarda l'energia all'interno di un'azienda, un ente pubblico, o più in generale un'organizzazione, verificando i consumi, ottimizzandoli e promuovendo interventi mirati all'efficienza energetica e all'uso di fonti rinnovabili.
Questo si traduce in un ruolo differente a seconda delle caratteristiche dimensionali della struttura considerata:
- nel caso di un'organizzazione complessa, l'energy manager sarà preferibilmente un dirigente alla guida di un gruppo di persone di estrazione prevalentemente tecnica;
- nel caso di aziende ed enti di piccole dimensioni si tratterà in genere di un consulente esterno con competenze tecniche in energy management;
- nel caso di una residenza, non essendo pensabile un consulente dedicato a causa dei costi, la funzione può essere svolta da reti di supporto (e.g. associazioni di consumatori, punti energia e agenzia, etc.) o da chi rilascia la certificazione energetica.

Nell'ultimo caso si tratta più propriamente di un energy auditor che non di un energy manager, mancando la parte di gestione. Anche nel secondo caso la parte gestionale sarà limitata, seppure presente (e.g. la contabilità energetica e la predisposizione di studi di fattibilità sono in genere compiti del professionista, ma difficilmente un consulente potrà interferire sulle procedure interne aziendali), ma può aver senso parlare di energy manager.
Il primo caso è l'unico in cui non è teoricamente necessario che l'energy manager sia un tecnico, in quanto deve essere essenzialmente un manager di alto livello, supportato da bravi specialisti, in grado di influire efficacemente sulle politiche energetiche aziendali. Vista la natura da addetti ai lavori degli aspetti energetici, però, un profilo tecnico può essere preferibile anche in questa circostanza.
L'energy manager, dunque, verifica i consumi, attraverso audit ad hoc o, se disponibili, tramite i report prodotti da sistemi di telegestione, telecontrollo e automazione. Si preoccupa quindi di ottimizzare i consumi attraverso la corretta regolazione degli impianti e il loro utilizzo appropriato dal punto di vista energetico, di promuovere comportamenti da parte dei dipendenti e/o degli occupanti della struttura energeticamente consapevoli e di proporre investimenti migliorativi, possibilmente in grado di migliorare i processi produttivi o le performance dei servizi collegati.
Un'altra funzione che spesso riguarda l'energy manager è quella degli acquisti di energia elettrica e altri vettori energetici. In questo caso si tratta di ridurre i costi di acquisto, eventualmente promuovendo la corretta gestione dei carichi elettrici in modo da evitare punte di potenza che comportino costi maggiori.
Fra le opzioni meno diffuse, ma utili, vi è la possibilità di collaborare con l'ufficio acquisti per promuovere procedure che promuovano i cosiddetti acquisti verdi (green procurement) e l'acquisto di macchinari caratterizzati da bassi consumi energetici e dunque bassi costi di gestione (life cycle cost analysis – LCCA).
Fra le maggiori difficoltà si possono citare:
- la necessità di confrontarsi spesso con persone non tecniche, sia sul fronte dei decisori aziendali, sia su quello dei colleghi preposti ad altre mansioni, che richiede la capacità di esporre in termini semplici i concetti tecnici;
- l'esigenza di dialogare con altre funzioni aziendali, in quanto l'energia è di per sé un tema orizzontale, che coinvolge chi acquista elettricità e altri combustibili, ma anche macchinari e dispositivi, chi si occupa della manutenzione dei sistemi, chi progetta gli edifici e gli impianti, chi scrive le specifiche delle gare, gli uffici legali, e così via.

Per poter essere affrontati al meglio, il primo punto richiede soprattutto qualità personali mentre il secondo il coinvolgimento e l'impegno dei vertici aziendali, che devono creare le condizioni affinché l'energy manager possa operare al meglio e trovi la necessaria collaborazione. Un modo per rispondere a questo è dotarsi di un sistema di gestione dell'energia, se possibile certificato ISO 50001.
Fatte le somme, l'energy manager ideale è una figura che deve avere solide basi di energetica, valutazione degli investimenti e legislazione e mercati, unite possibilmente a doti comunicative; un mix non banale e conseguibile solo nel tempo, attraverso l'esperienza e un aggiornamento continuo.

### Compiti dell'energy manager
Volendo dettagliare il ruolo dell'energy manager riferendosi alle azioni tipiche, si può considerare il seguente elenco:
- Presa di contatto con l'organizzazione e individuazione delle figure di riferimento per lo svolgimento delle proprie attività (decisori, ufficio acquisti, tecnici esperti in gestione dell'energia, manutentori, responsabili di linee di processo, funzioni amministrative e contabili, funzioni finanziarie, etc.);
- Raccolta delle bollette energetiche, valutazione dei consumi mensili e annuali, verifica; individuazione delle curve di carico giornaliere elettriche e termiche;
- Verifica dei contratti esistenti collegati ai servizi energetici (sia per assicurarsi delle prestazioni erogate, sia per pianificare in modo opportuno le proposte di investimento);
- Creazione di un database delle aree di consumo, con dettagli maggiori per quelle più significative (caratteristiche, potenze impegnate e di targa, energia/ore di funzionamento, data di installazione, etc.);
- Individuazione di un set di indicatori di prestazioni energetiche per confrontare i consumi fra le diverse sedi e con la letteratura;
- Realizzazione di diagnosi energetiche e di studi di fattibilità (in prima persona o con l'ausilio di soggetti terzi);
- Proposte di intervento e studi di fattibilità (monitoraggio, riduzione sprechi, programmi di sensibilizzazione ai dipendenti, investimenti in efficienza e rinnovabili);
- Monitoraggio della normativa e accesso agli incentivi;
- Verifica dei risultati conseguiti e programmi di comunicazione degli stessi.

Queste attività si possono integrare con quelle previste all'interno di un sistema di gestione dell'energia ISO 50001. In tale contesto l'energy manager si può configurare come responsabile della direzione o, in alcuni casi, come responsabile del gruppo di gestione dell'energia (energy team). Un sistema di gestione dell'energia consente all'energy manager di dispiegare al massimo le proprie potenzialità, in quanto la sua azione viene ad inquadrarsi in una politica aziendale chiara, con obiettivi e target specifici e definiti, e con un piano di azione dettagliato e che assicura la collaborazione delle diverse funzioni aziendali (aspetto fondamentale per un tema trasversale quale quello energetico).

### Settori principali di intervento
Gli energy manager sono attivi nei diversi macro settori: agricoltura, industria, trasporti e terziario.
Fra i soggetti obbligati, il settore con il maggiore numero di nominati (dati FIRE 2014) è l'industria, con 576 energy manager (395 nel manifatturiero). Seguono il terziario con 379 nomine, i trasporti con 306, la P.A. con 148, i servizi energetici con 65 e l'agricoltura con 58.
In termini di consumi complessivamente coperti, le prime 25 attività in graduatoria sono le seguenti: 
- produzione e fornitura di energia,
- metallurgia,
- fabbricazione di prodotti derivati da materiali non metalliferi (e.g. cemento, vetro, calce, etc.),
- chimica,
- raffinazione del petrolio e produzione di coke,
- estrazione di gas naturale,
- cartario,
- immagazzinaggio e logistica,
- alimentare,
- trasporti terrestri
- trasporti aerei,
- trasporti marittimi
- gestione dei rifiuti,
- commercio al dettaglio,
- attività di servizi rivolti agli edifici,
- P.A. e difesa,
- raccolta, trattamento e fornitura di acqua,
- telecomunicazioni,
- sanità,
- fabbricazione di prodotti in metallo (esclusi macchinari e attrezzature),
- industria del legno e dei prodotti in legno e sughero (esclusi i mobili),
- fabbricazione di autoveicoli, rimorchi e semirimorchi,
- fabbricazione di articoli in gomma e materie plastiche,
- attività di servizi finanziari (escluse le assicurazioni e i fondi pensione),
- fabbricazione di prodotti farmaceutici di base e di preparati farmaceutici.

### Evoluzione del ruolo
L'evoluzione del ruolo dell'energy manager passa per la capacità di coniugare di più la risorsa energetica con il core business (vedere in proposito gli spunti bibliografici di Dahlgren e Crittenden). Oggi il tema dell'efficienza energetica è prevalentemente visto come risparmio energetico. Indubbiamente un tema importante, ma limitato se si pensa a quanto si può ottenere sfruttando l'uso intelligente dell'energia – insieme a quello delle altre risorse – per ridurre i rischi della produzione, migliorare l'O&M, aumentare la qualità di prodotti e servizi o, in altre parole, rafforzare la value proposition dell'impresa. Questo richiede una funzione di energy management che metta insieme competenze gestionali, manageriali, energetiche, ambientali e regolatorie, oltreché capacità di comunicare temi tecnici a figure non tecniche. Tale trasformazione può avvenire a livello di energy manager e consulenti, ma richiede, per essere efficace, una corrispondente crescita della gestione aziendale, che oggi caratterizza i leader di mercato. Le imprese, che oggi cominciano ad affiancare le diagnosi energetiche a una prima sensibilizzazione, dovranno crescere adottando nel tempo sistemi di gestione dell'energia, che stimoleranno un cambiamento diffuso dei comportamenti e delle attitudini a tutti i livelli aziendali, fino a sfociare dopo alcuni anni nell'integrazione dell'uso efficiente dell'energia in tutti i livelli di scelta aziendale. Allora sarà normale ottimizzare le risorse usate (energia, acqua, materiali, rifiuti, etc.) in un'ottica di ciclo di vita dei prodotti e servizi, e non solo in relazione ai consumi interni all'impresa.